# Hexaedro
Um hexaedro é um poliedro com 6 faces.
Há sete tipos combinatórios de hexaedros convexos:
- cubo, que tem 12 arestas e 8 vértices, faces quadrangulares (4, 4, 4, 4, 4, 4);

(neste tipo combinatório encontram-se os prismas quadrangulares e as pirâmides quadrangulares truncadas)
- bipirâmide triangular - ou diamante triangular, um sólido de Johnson, que tem 9 arestas e 5 vértices, com 6 faces triangulares (3, 3, 3, 3, 3, 3);
- pirâmide pentagonal - um sólido de Johnson, que tem 10 arestas e 6 vértices, com 5 faces triangulares (3, 3, 3, 3, 3) e uma pentagonal (5);
- um sólido com 12 arestas e 8 vértices, com duas faces triangulares (3, 3), duas quadrangulares (4, 4) e duas faces pentagonais (5, 5).
- um sólido com 11 arestas e 7 vértices, com duas faces triangulares (3, 3) e quatro faces quadrangulares (4, 4, 4, 4).
- um sólido com 11 arestas e 7 vértices, com três faces triangulares (3, 3, 3), duas faces quadrangulares (4, 4) e uma pentagonal (5).
- um sólido com 10 arestas e 6 vértices, com quatro faces triangulares (3, 3, 3, 3) e duas quadrangulares (4, 4).

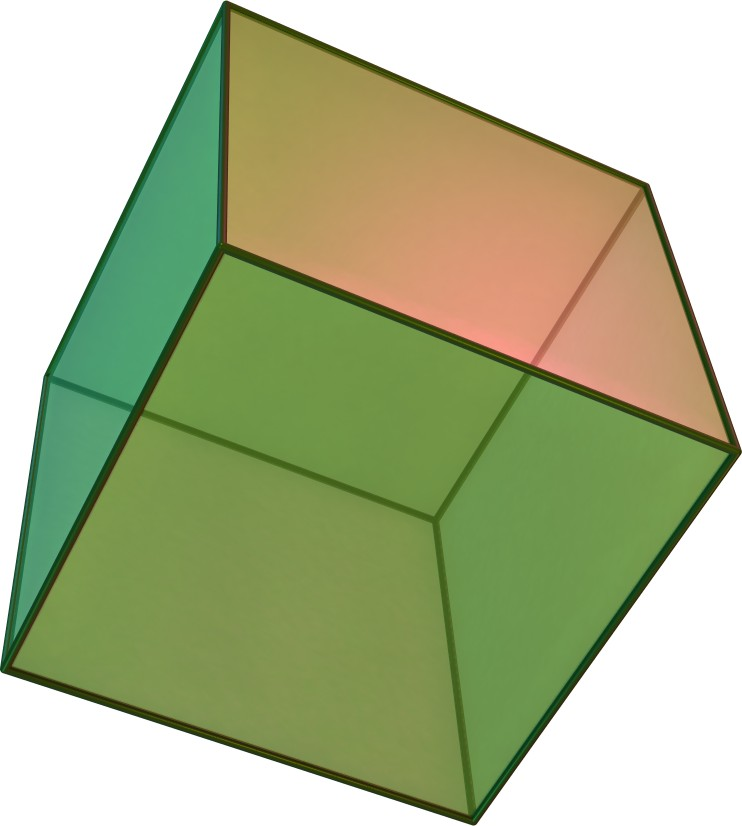
Cubo (4, 4, 4, 4, 4, 4)
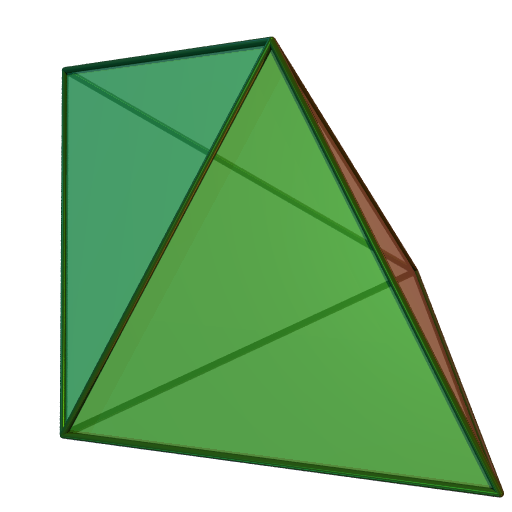
Bipirâmide triangular (3, 3, 3, 3, 3, 3)
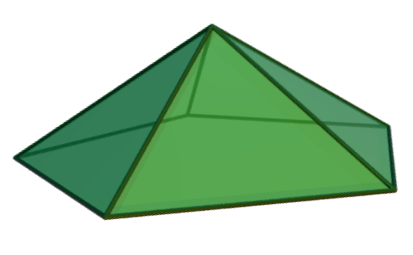
Pirâmide pentagonal (3, 3, 3, 3, 3, 5)
3, 3, 4, 4, 5, 5
4, 4, 4, 4, 5, 5
3, 3, 3, 4, 4, 5
3, 3, 3, 3, 4, 4